# Bronisław Gembarzewski
Bronisław Gembarzewski est un colonel du génie militaire, peintre de bataille, historien militaire et directeur du Musée national de Varsovie et du Musée de l'Armée polonaise, né le 30 mai 1872 à Saint-Pétersbourg et mort le 11 décembre 1941 à Varsovie.

## Biographie
Né dans une Pologne sous domination russe, Gembarzewski s'intéresse très tôt à l'étude de l'histoire polonaise et de ses faits d'armes ; selon Jan Rutkiewicz, « cet intérêt pour ce brillant passé polonais avait pour origine les contes familiaux, la lecture de livres d'histoire et des gravures conservées précieusement dans sa famille et chez ses proches ». En 1891, il entre à l'Académie des Beaux-Arts de Saint-Pétersbourg où il intègre l'atelier d'un peintre de batailles réputé. 
Après trois ans passés dans la capitale russe, il achève ses études en 1894 et se rend à Paris pour y travailler sous la direction d'Édouard Detaille. Durant son séjour en France, il accentue sa maîtrise des sujets historiques et uniformologiques, réalise des illustrations pour le compte de La Sabretache et publie une étude relative aux chevau-légers polonais de la Garde napoléonienne.   
Peintre, illustrateur et historien militaire, Bronisław Gembarzewski est à l'initiative de la création du Musée de l'Armée polonaise. Par décret du commandant en chef des forces polonaises, le maréchal de Pologne Józef Piłsudski, le musée est inauguré le 22 avril 1920. Gembarzewski devient le premier directeur du musée national de Varsovie (1916-1936).

## Galerie d'œuvres

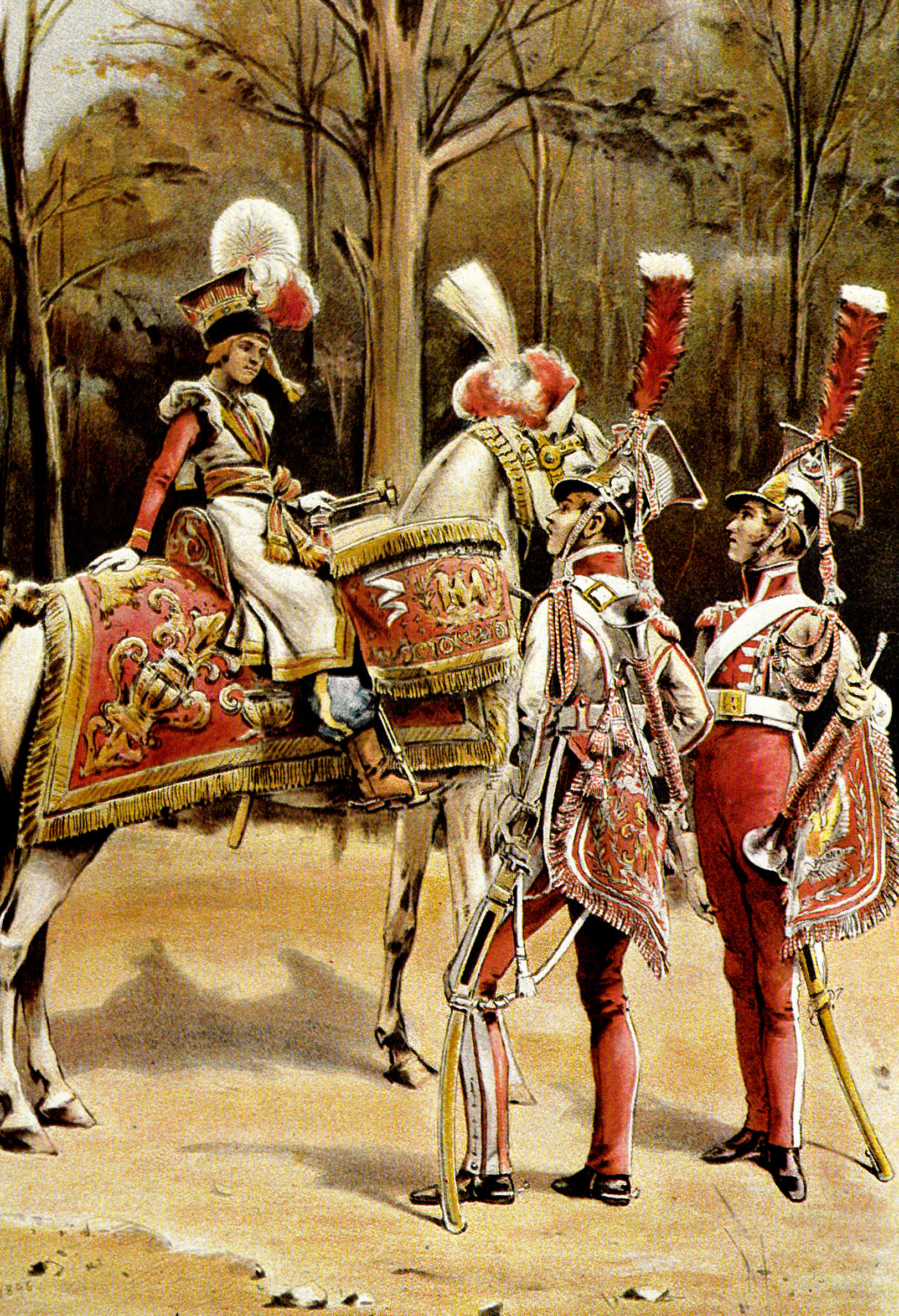
Trompettes et timbaliers des chevau-légers polonais de la Garde
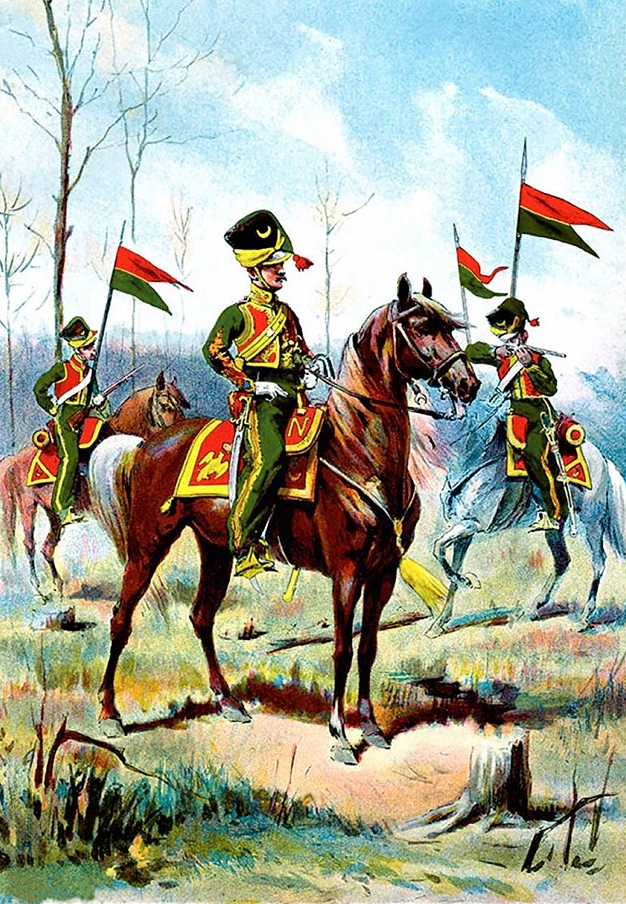
Tartares lituaniens en reconnaissance
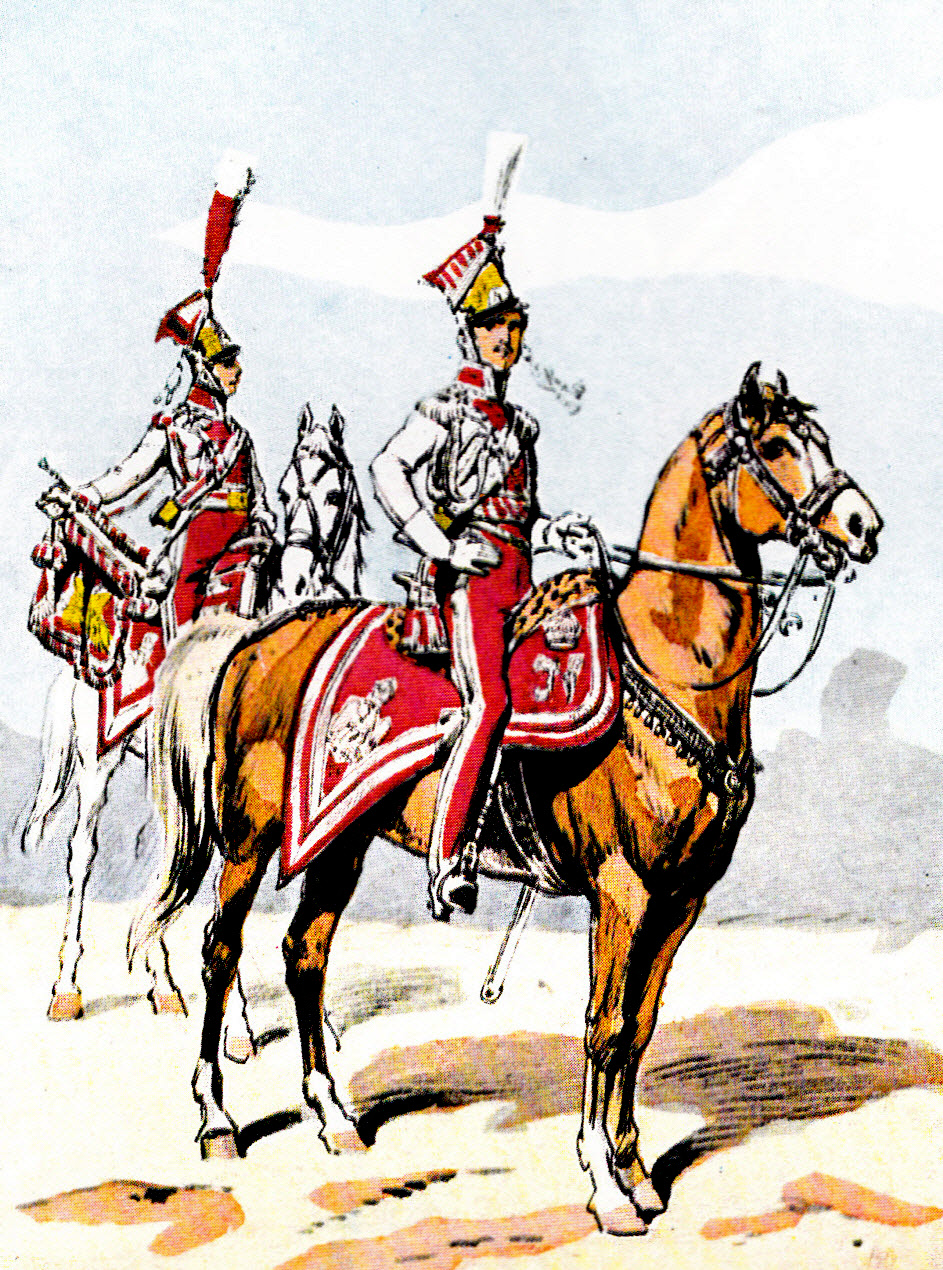
Officier et trompette des lanciers polonais de la Garde impériale

## Récompenses et distinctions
- Croix de commandeur dans l'Ordre Polonia Restituta
- Chevalier de la Légion d'honneur.